# Tule-wapiti
De tule-wapiti (Cervus canadensis nannodes) is een ondersoort van de Noord-Amerikaanse hertensoort wapiti die uitsluitend in Californië voorkomt. Het natuurlijke verspreidingsgebied reikt van de gras- en draslanden van de Central Valley tot aan de grasrijke heuvels langs de kust. De ondersoort is vernoemd naar de biezensoort Schoenoplectus acutus, in de volksmond tule genoemd, die talrijk voorkwam in de plaatselijke moerassen en die als voedsel dient voor de wapiti.
Voor de komst van de Europeanen leefden er naar schatting een half miljoen tule-wapiti in Californië, maar rond 1870 leek de ondersoort nagenoeg verdwenen te zijn. Een kleine populatie werd moeizaam in stand gehouden, tot er in de jaren 1960 en 70 maatregelen werden genomen voor het voortbestaan van de tule-wapiti. In de jaren 2010 zijn er naar schatting meer dan 6000 wilde tule-wapiti in Californië.
Tule-wapiti zijn kleiner dan hun soortgenoten elders in Noord-Amerika. Volwassen mannetjes wegen 200 tot 250 kg, terwijl wijfjes gemiddeld 170 à 193 kg wegen. Het verschil in grootte en gewicht tussen tule-wapiti en andere ondersoorten kan eventueel deels verklaard worden doordat veel tule-wapiti in marginale habitats zoals de Owens River Valley leven.

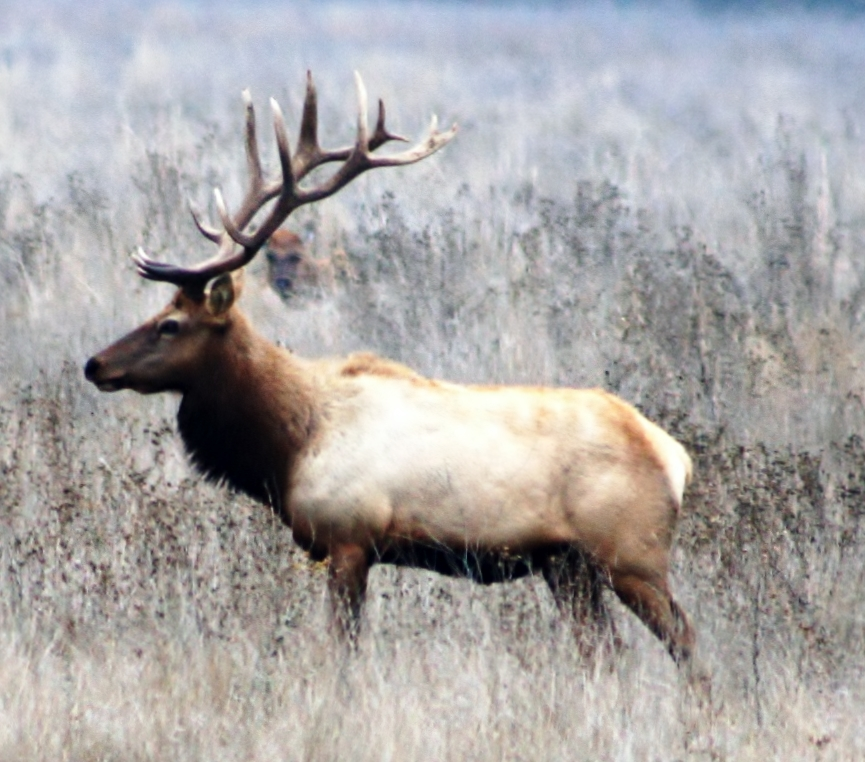
Mannetje (stier)
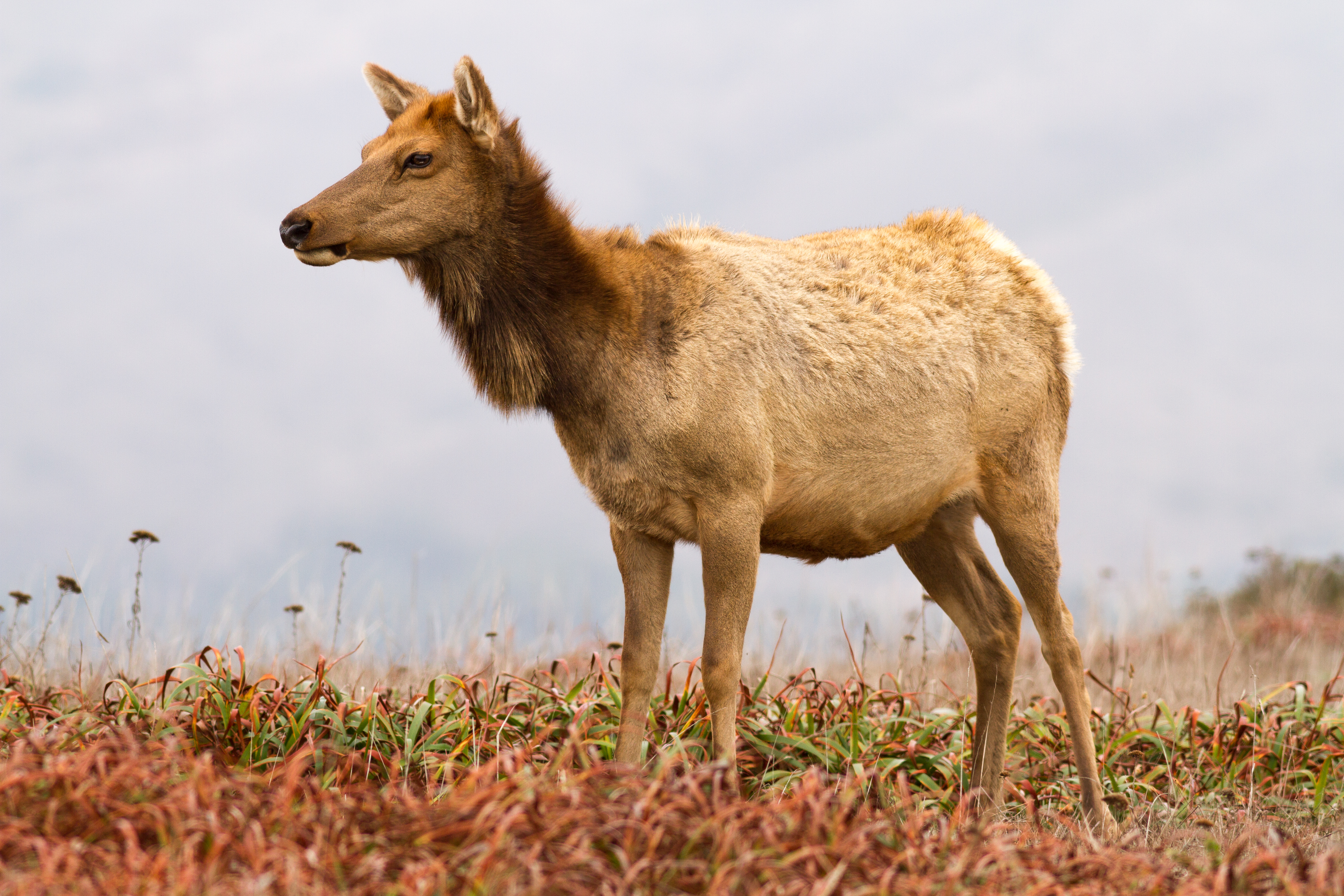
Vrouwelijke tule-wapiti